# Bob Belden
Bob Belden (31. října 1956 – 20. května 2015) byl americký jazzový saxofonista. Narodil se v Evanstonu v Illinois, ale vyrůstal v Jižní Karolíně. Studoval hru na saxofon na Jihokarolinské univerzitě a následně na Severotexaské univerzitě. Později se stal členem kapely Woodyho Hermana. Během své kariéry spolupracoval s mnoha dalšími hudebníky, mezi něž patří například Tim Hagans a Nicholas Payton. Rovněž působil jako producent reedic různých alb trumpetisty Milese Davise.